# Itheum
Itheum – rodzaj chrząszczy z rodziny kózkowatych i podrodziny zgrzypikowych. 

## Zasięg występowania
Przedstawiciele tego rodzaju występują w Australii.

## Systematyka
Do Itheum należy 5 gatunków:
- Itheum alboscutellare
- Itheum fuscoantennale
- Itheum lineare
- Itheum villosum
- Itheum vittigerum